# 高田町 (豊橋市)
高田町（たかだちょう）は、愛知県豊橋市の地名。

## 地理
豊橋市南東部に位置する。北は藤並町、南東は天伯町に接する。

### 河川
- 梅田川[1]

### 字一覧
- 堰上（いのかみ）[WEB 5]
- 斧取（おのとり）[WEB 5]
- 下地（したじ）[WEB 5]
- 新堰上（しんいのかみ）[WEB 5]
- 新下地（しんしたじ）[WEB 5]
- 高田（たかだ）[WEB 5]
- 坪口（つぼぐち）[WEB 5]

## 歴史

### 人口の変遷
国勢調査による人口および世帯数の推移。
| 1995年（平成7年）  | 28世帯 133人 |  |
| 2000年（平成12年） | 29世帯 123人 |  |
| 2005年（平成17年） | 32世帯 140人 |  |
| 2010年（平成22年） | 31世帯 137人 |  |
| 2015年（平成27年） | 32世帯 115人 |  |

### 沿革
- 1932年（昭和7年） - 渥美郡高師村高師の一部により、豊橋市高田町が成立[2]。
- 1962年（昭和37年） - 天伯町との間で境界変更[2]。
- 1973年（昭和48年） - 一部が藤並町に編入され、浜道町および藤並町の各一部を編入する[2]。

## 交通
- 愛知県道東七根藤並線[1]

### WEB
1. ↑  “愛知県豊橋市の町丁・字一覧”.   人口統計ラボ. 2023年4月13日閲覧。
2. ↑  総務省統計局 (2017年1月27日). “平成27年国勢調査の調査結果(e-Stat) - 男女別人口及び世帯数 －町丁・字等” (CSV). 2021年7月21日閲覧。
3. ↑  “愛知県豊橋市の郵便番号一覧”.   日本郵便. 2023年4月13日閲覧。
4. ↑  “市外局番の一覧” (PDF).   総務省 (2022年3月1日). 2022年3月22日閲覧。
5. 1 2 3 4 5 6 7  “愛知県豊橋市 住所一覧から地図を検索”.   ONE COMPATH. 2023年8月17日閲覧。
6. ↑  総務省統計局 (2014年3月28日). “平成7年国勢調査の調査結果(e-Stat) - 男女別人口及び世帯数 －町丁・字等” (CSV). 2021年7月20日閲覧。
7. ↑  総務省統計局 (2014年5月30日). “平成12年国勢調査の調査結果(e-Stat) - 男女別人口及び世帯数 －町丁・字等” (CSV). 2021年7月20日閲覧。
8. ↑  総務省統計局 (2014年6月27日). “平成17年国勢調査の調査結果(e-Stat) - 男女別人口及び世帯数 －町丁・字等” (CSV). 2021年7月21日閲覧。
9. ↑  総務省統計局 (2012年1月20日). “平成22年国勢調査の調査結果(e-Stat) - 男女別人口及び世帯数 －町丁・字等” (CSV). 2021年7月21日閲覧。
10. ↑  総務省統計局 (2017年1月27日). “平成27年国勢調査の調査結果(e-Stat) - 男女別人口及び世帯数 －町丁・字等” (CSV). 2021年7月21日閲覧。

### 書籍
1. 1 2 3 4  「角川日本地名大辞典」編纂委員会 1989, p. 1789.
2. 1 2 3  「角川日本地名大辞典」編纂委員会 1989, p. 777.